# جهاز الأمن الرئاسي (روسيا)
جهاز الأمن الرئاسي (SBP) (بالروسية: Служба безопасности президента России)‏ هي وكالة حكومية اتحادية معنية بالمهام المتعلقة بحماية رئيس روسيا ورئيس وزراء روسيا مع عائلاتهم ومساكنهم. تعود أصولها إلى المديرية التاسعة للكي جي بي في الاتحاد السوفياتي، وفي البداية، كان يقودها جنرال الكي جي بي ألكسندر كورجاكوف.

## الهيكل والقيادة
من عام 2000 إلى عام 2013، ترأس الوكالة الجنرال فيكتور زولوتوف. جهاز الأمن الرئاسي لديها 2500 موظف.
جهاز الأمن الرئاسي الروسي، على الرغم من عدم إدراجه كواحد من الوحدات الهيكلية على الموقع الرسمي لخدمة الحماية الفيدرالية الروسية. هي خدمة حماية سرية تابعة لخدمة الحراسة الاتحادية، وهي مسؤولة بشكل مباشر عن خدمات الحراسة الشخصية للرئيس.
زُعم أن جهاز الأمن الرئاسي تحت ولايتي بوتين الأولى والثانية (2000-2008) كان يشرف عليه بفعالية فيكتور زولوتوف، رئيس جهاز الأمن الشخصي للرئيس.
خلال رئاسة ديمتري ميدفيديف (2008-2012)، ادعى البعض أن حزب جهاز الأمن الرئاسي كان لا يزال تابعًا لفلاديمير بوتين ويُزعم أنه استخدم «لمراقبة» الرئيس الروسي ميدفيديف.

### إدارة الأمن النفسي
قسم الأمن النفسي هو فرع المخابرات في جهاز الأمن الرئاسي وهو مسؤول عن تحليل المعلومات التي تم جمعها حول التهديدات الأمنية لحياة الرئيس. تمزج الإدارة العديد من خبراء المخابرات المختارين من المخابرات العسكرية والأمن الداخلي الفيدرالي والاستخبارات الأجنبية في فرع واحد.

## رؤساء جهاز الأمن الرئاسي
- الكسندر كورجاكوف (1991-1996)
- يوري كرابيفين (1996)
- أناتولي كوزنتسوف (1996-2000)
- فيكتور زولوتوف (18 مايو 2000 - سبتمبر 2013)
- أوليغ كليمينتيف (سبتمبر 2013 - يونيو 2015)
- ديمتري كوتشنيف (يونيو 2015 - مايو 2016)
- أليكسي روبيزنوي (منذ يونيو 2016)